# Елбърт (окръг, Джорджия)
Вижте пояснителната страница за други значения на Елбърт.
Окръг Елбърт (на английски: Elbert County) е окръг в щата Джорджия, Съединени американски щати. Площта му е 971 km², а населението - 20 799 души. Административен център е град Елбъртън.